# Lago di Kuchuk
Il lago di Kuchuk (in russo Кучукское озеро, Kutschukskoje Ozero) è il secondo lago più grande del territorio dell'Altaj (Russia), dopo il lago di Kulunda, che si trova 6 km a nord e al quale è collegato attraverso un piccolo canale. È situato al centro della steppa di Kulunda.
Il lago di Kuchuk, che giace a 98,4 m sul livello del mare, è alimentato dal fiume Kuchuk, proveniente da est. È un lago salato ricco di sale di Glauber (solfato di sodio decaidrato). Si estende per 19 km di lunghezza e 12 di larghezza, ricopre una superficie di 181 km² e raggiunge una profondità massima di 3,5 m; in inverno non gela mai. La depressione formata dal lago è ovale e ben delineata. Il lago è circondato a sud-est e ad est da sponde alte da 10 a 12 m, mentre le sponde nord-orientali e nord-occidentali sono pianeggianti.
Il centro del lago è ricoperto da uno strato di mirabilite spesso fino a 2,5 m.
Le località più vicine al lago sono Blagoveščenka e Stepnoe Ozero, dove si trova lo stabilimento chimico Kutschuksulfat che sfrutta il solfato di sodio del lago.